# Ci vuole un carnevale/Mezza stella
Ci vuole un carnevale/Mezza stella  è un singolo discografico dell'attrice e cantante Daniela Goggi, pubblicato nel 1980.

## Descrizione
Nel gennaio 1981 Daniela Goggi sostituisce Milly Carlucci alla conduzione del programma televisivo pomeridiano della Rete 2 Crazy Bus, affiancata per gli spazi comici dall'inedita coppia formata da Carlo Delle Piane e Massimo Boldi. La sigla iniziale di questa seconda parte della stagione era Ci vuole un carnevale, brano scritto da Paolo Amerigo Cassella su musica di Totò Savio.
Sul lato b figura invece il brano Mezza stella, firmato solo da Savio, che era già stato lanciato come lato A di un singolo precedente.
Il singolo fu l'ultimo pubblicato per l'etichetta CGD ed entrambi i brani del 45 giri furono inseriti tra gli altri nella raccolta Daniela Goggi, pubblicata nell'estate dello stesso anno come ultimo obbligo contrattuale della cantante con la casa discografica.
Successivamente entrambi i brani furono inseriti nelle altre due raccolte ufficiali della cantante Pista del 1986 e per la prima volta in CD ne I grandi successi del 2009, e sono disponibili anche sulle piattaforme digitali e di streaming.

## Tracce
Lato A
1. Ci vuole un carnevale - (Paolo Amerigo Cassella-Totò Savio)

Lato B
1. Mezza stella - (Totò Savio)